# Ісаакіївський собор
Ісаакіївський собор (офіційна назва — собор преподобного Ісаакія Далматського) — найбільший православний храм Санкт-Петербурга. Має статус музею; зареєстрована в червні 1991 року церковна громада має можливість здійснювати богослужіння по особливих днях з дозволу дирекції музею. На думку фахівців, в 2000-х роках «з механічної точки зору стан собору аварійний».
Названий на честь Ісаакія Далматського, шанованого Петром I святого, оскільки імператор народився в день пам'яті святого (30 травня за ст. ст.). Побудований у 1818—1858 рр. за проектом архітектора Огюста Монферрана. Будівництвом особисто займався імператор Микола I. Відкриття відбулося тільки 30 травня (11 червня) 1858 року, собор був освячений як кафедральний.
Творіння Монферрана — четвертий за ліком храм на честь Ісаакія Далматського, побудований у Санкт-Петербурзі.
Висота — 101,5 м, внутрішня площа — понад 4 000 м². При будівництві від хвороб і травм загинуло понад 650 000 робітників. Така ціна цієї споруди.

## Історія

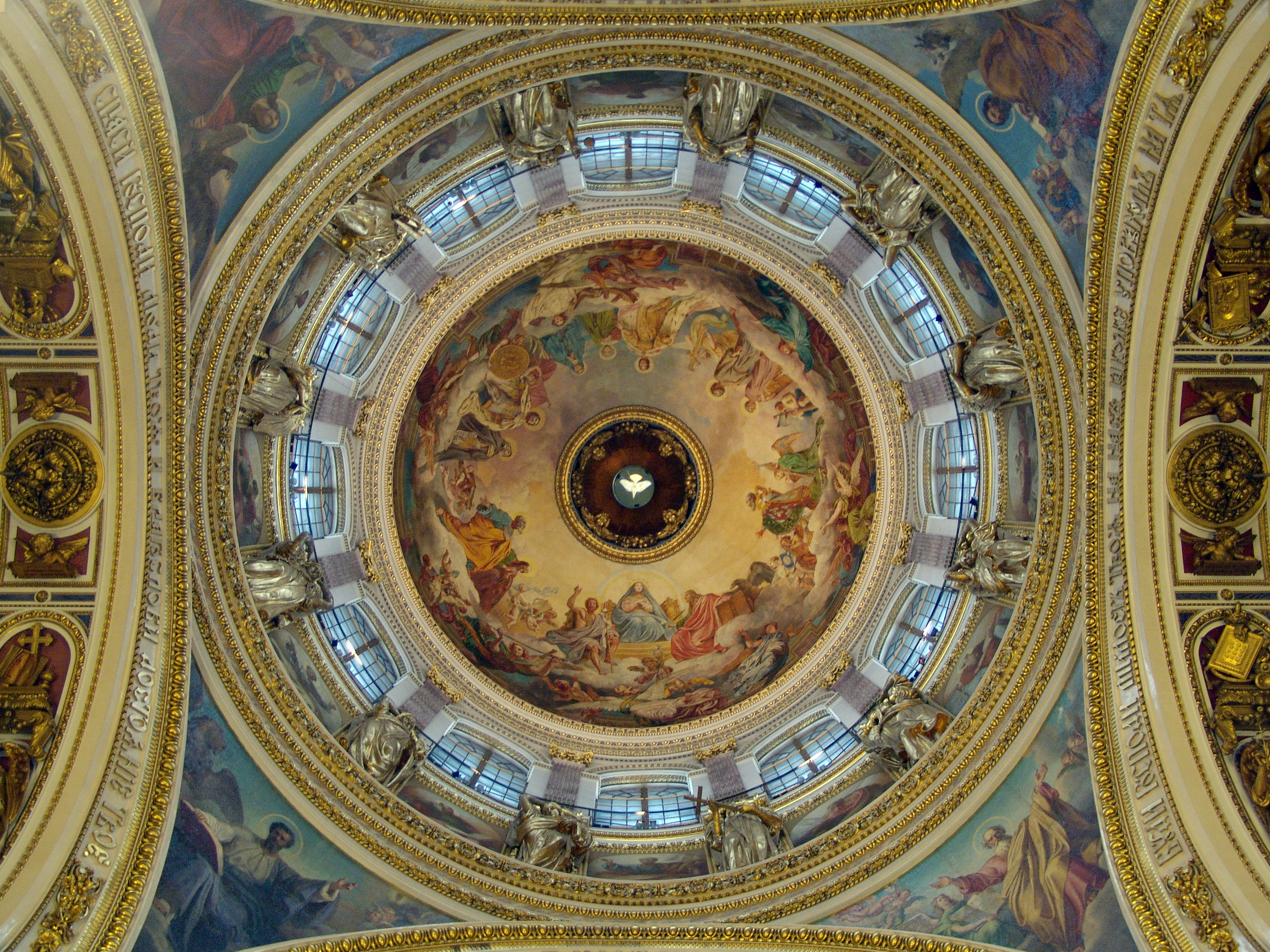
Купол собору.

Ісаакіївський собор, який 150 років залишається найбільшим і красивішим храмом Петербургу, одним з головних символів міста, має вельми драматичну долю — його будували чотири рази.
Перший, дерев'яний, звели 1707 року при царі Петрові I. Заклали храм у день народження царя, який збігався з днем пам'яті святого Ісаакія Далматського — звідси і назва. Петро розумів, що дерев'яний храм довго не протримається, і в 1717 році доручив німецькому архітекторові Георгу Йоганну Маттарнові замінити стіни на кам'яні. Нова церква не мала індивідуальності, багато в чому повторювала Петропавлівський собор, навіть куранти на дзвіницях обох храмів були однакові. У 1735 році в собор ударила блискавка і почалася пожежа. У цій події побачили «боже знамення», і храм був покинутий.
Наприкінці царювання імператриця Катерина II узялася відродити собор, проте ставити його було вирішено на новому місці, за спиною знаменитого «Мідного вершника», пам'ятника Петру. Будівництво довірили італійському архітекторові Антоніо Рінальді, але він захворів і виїхав на батьківщину, а незабаром померла і Катерина II. Її син, імператор Павло I, доручив завершити споруду храму іншому італійцеві ‑ Вінченцо Бренне.
У 1816 році під час богослужіння зі стелі храму звалився величезний шмат тиньку, викликавши жах серед віруючих. Будівля явно потребувала серйозного ремонту. Проте наступний імператор, Олександр I, вважав за найкраще вирішити проблему кардинально і наказав перебудувати собор. Цього разу ставилося завдання зробити Ісаакій головною церквою і прикрасою Петербургу. Був оголошений конкурс на найкращий проект.
З останнім будівництвом Ісаакіївського собору пов'язано все життя видатного французького архітектора Огюста Монферрана. Саме він представив на конкурс проект, що вразив уяву монарха. Монферрану і було довірено зводити новий Ісаакій. Будівництво, що почалося в 1818 році, розтягнулося на сорок років і здійснювалося при трьох імператорах — Олександрі I, Миколі I і Олександрі II.
Роботу стримували цілий ряд причин ‑ численні побажання царів, неточні технічні розрахунки, а також те, що фундамент ставився на болоті. Довелося забити в землю близько 11 тисяч паль і покласти на них в два ряди обтесані гранітні блоки. На цій могутній опорній подушці і зводився собор. Виникли проблеми й зі встановленням 48 монолітних гранітних стовпів масою 114 тонн кожен, які призначалися для портиків. Зусиллями тисяч кріпосних ці колони доставили до Петербургу з Фінляндії.
Монферран ухвалив неординарне архітектурне рішення: встановити колони до зведення стін. У березні 1822 року у присутності царської сім'ї і натовпу містян була піднята перша колона. Останню ж поставили тільки через 8 років, і лише тоді почалося будівництво стін. Коли все вже йшло до фіналу, на дах підняли величезний сферичний купол діаметром 22 метри. Його мідну обшивку тричі заливали розплавленим золотом. На куполі встановили хрест значних розмірів. Монферран відмовився від традиційної для російських церков дзвіниці, проте зберіг властиве їм пятиголов'я, розставивши по кутах будівлі башти з куполами. Кам'яна громада собору разом з куполом і хрестом піднялася над містом більш ніж на 100 метрів.
Будівництво собору завершилося 1848 року, проте ще 10 років знадобилося для оздоблення інтер'єру. Урочисте відкриття й освячення Ісаакіївського собору, який був проголошений кафедральним собором Російської Православної церкви, відбулися 11 червня (30 травня по ст. ст.) 1858 року.
Після Жовтневого перевороту храм розграбували У травні 1922 року в ході кампанії вилучення церковних цінностей з Собору вилучили 48 кг золотих виробів, понад 2 тонни срібних прикрас. Його настоятель протоієрей Леонід Богоявленський був заарештований, а храм став обновленським. 1928 року служби припинені: президія ВЦВК 18 червня 1928 року ухвалив «залишити будівлю собору у винятковому користуванні Главнауки як музейний пам'ятник». 12 квітня 1931 року в соборі було відкрито один з перших в Радянській Росії антирелігійних музеїв.
З 1948 року Собор функціонувє як музей. З 1990 по неділях і святкових днях в Соборі правлять богослужіння.

## Цікаві факти

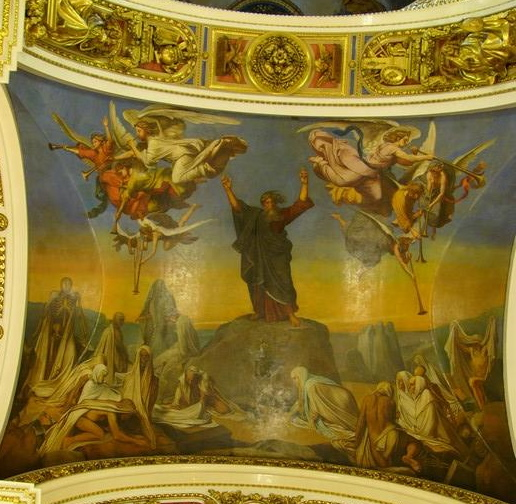
Худ. Федір Бруні, Видіння пророком Єзекіїлем сухих кісток. Стінопис в соборі.

Роботи зі спорудження фундаменту собору продовжувалися п'ять років і на них було задіяно 125 тисяч робочих ‑ каменярів, теслярів, ковалів. На каменоломнях острова Пютерлакс під Виборгом йшла вирубка гранітних монолітів для колон. Роботи велися цілий рік.
У каменоломнях Карелії добували величезні гранітні блоки масою від 64 до 114 тонн. Гранітні моноліти для колон чотирьох портиків і мармур для облицьовування фасадів та інтер'єру собору здобувалися на Тівдійськіх і Рускольських мармурових ломках[джерело?]. Перші розташовувалися в Петрозаводському повіті Олонецької губернії, а другі ‑ у Сердобольському повіті Виборзької губернії. На Тивдийських ломках здобувався світло- і темночервоний мармур, а на Рускольських — світлосірий з синюватими прожилками.
Доставка цих блоків до місця будівництва, зведення куполу і встановлення 112 монолітних колон були важкими будівельними операціями, що вимагали від будівельників безлічі технічних нововведень. Коли один з інженерів, що зводив Ісаакіївський собор, винайшов корисний механізм для полегшення праці будівельників, він отримав сувору догану за те, що не винайшов таку корисну штуку раніше, ввівши, тим самим, скарбницю в марні витрати.
Сучасник будівництва Ісаакіївського собору, французький мандрівник Дюпре де Сен Мор писав про транспортування колон для портика собору: «Публіка не уявляла, як можна здійснити це перевезення (вага колони дорівнювала 114 т): якщо й буде винайдений засіб, щоб відокремити ці величезні брили, то чи буде під силу людям перенести їх на велику відстань? Протягом багатьох днів очікування переповняло найкращі голови… Величезний натовп наповнив Ісаакіївську площу, щоб бути свідком цього дива…» Характеризуючи працю каменярів, Сен Мор зауважував, що «ця робота — найвищий зразок людського терпіння, могутності та знання».
На внутрішнє оздоблення собору пішло 400 кг золота, 16 тонн малахіту, 500 кг лазуриту і тисяча тонн бронзи. Відлито близько 300 статуй і горельєфів, мозаїка зайняла площу 6,5 тисяч кв. метрів.
Слабкий запах пахощів, який уловлюється в соборі, виділяють малахітові пластинки, що прикрашають колони головного вівтаря. Майстри скріпляли їх спеціальним складом на основі оливи міро. Готують міро за спеціальним рецептом, сполучаючи масло священного дерева мірри з червоним вином і пахощами. Суміш вариться на вогні, в чистий четвер, і зазвичай використовується для обряду миропомазання.
Процес оздоблення Ісаакіївського собору був складним: особливо важко давалося золочення куполів, на обробку яких пішло 100 кг золота. Невід'ємною частиною золочення куполів собору було використання ртуті, від отруйних випаровувань якої загинуло близько 60 майстрів.
У зв'язку з тим, що Ісаакіївський собор будувався надзвичайно довго, в Петербурзі ходили чутки про навмисну затримку будівництва, оскільки головному архітекторові Ісаакіївського собору, Огюсту Монферрану, було проречено, що він буде живий доти, поки будується собор. Можливо, це випадковий збіг, але через місяць після закінчення будівництва Ісаакіївського собору, що став справою всього життя архітектора, Огюст Монферран помер.
Ісаакіївський собор входить до складу так званого Музею чотирьох соборів. Окрім нього туди входять
- Сампсоніївський собор, один з найстаріших в Петербурзі (арх. П'єтро Антоніо Трезіні),
- Смольний Воскресенський собор (арх. Растреллі)
- Собор Спаса на крові.

### Скульптури на фасадах собору
Частина скульптур створена за проектом скульптора І. П. Віталі (1794—1855), представника пізнього класицизму. Це фігури янголів, для створення яких використана техніка гальванопластики. У 2010 розпочата їхня реставрація. З поверхні скульптур знімають зовнішній шар, пошкоджений корозією. Замість нього наносять захисну плівку-патину. Реставрація усіх 24 скульптур янголів триватиме 12 років. Повагу викликає і їхня вага. Так, скульптура апостола Павла, що виявилася найпошкодженішою, має вагу близько трьох тон.

## Служителі собору
- За царювання Миколи II, дияконом у соборі служив Святий Миколай Іскрівський, який у 1919 році був розстріляний більшовицьким загоном у селі Іскрівка, Кіровоградської області.